# 鬼怒川公園站
鬼怒川公園站（日语：／ Kinugawa-Kōen eki */?）是位於日本栃木縣日光市藤原，屬於東武鐵道鬼怒川線的鐵路車站。車站編號是TN 57。因相鄰的新藤原站是與野岩鐵道的邊界站，並且由野岩鐵道管轄，故此站是東武鐵道管理的車站當中最北端的車站，也是大手私鐵公司最北端的車站。

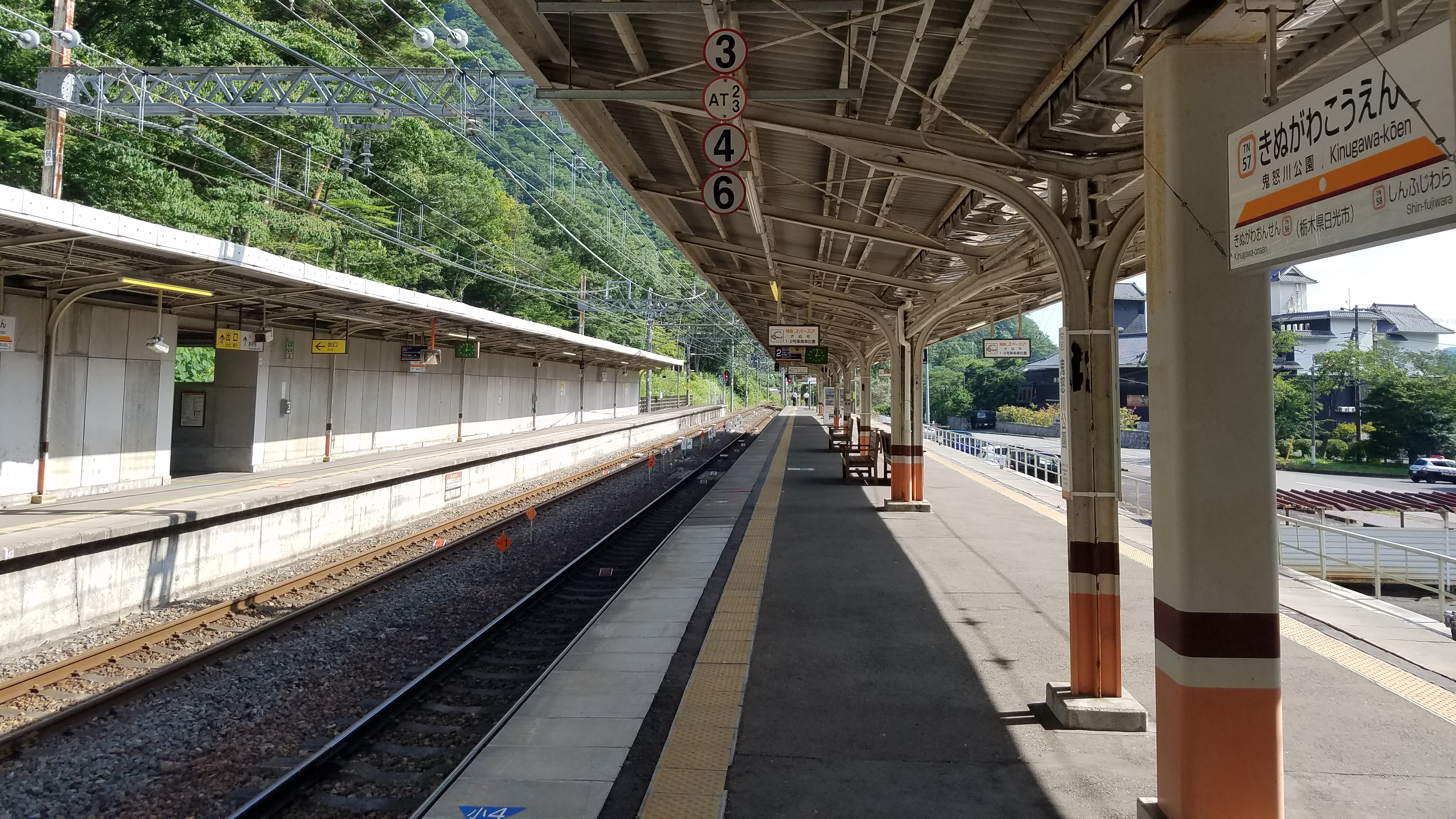
1號與2號月台(2021年8月)

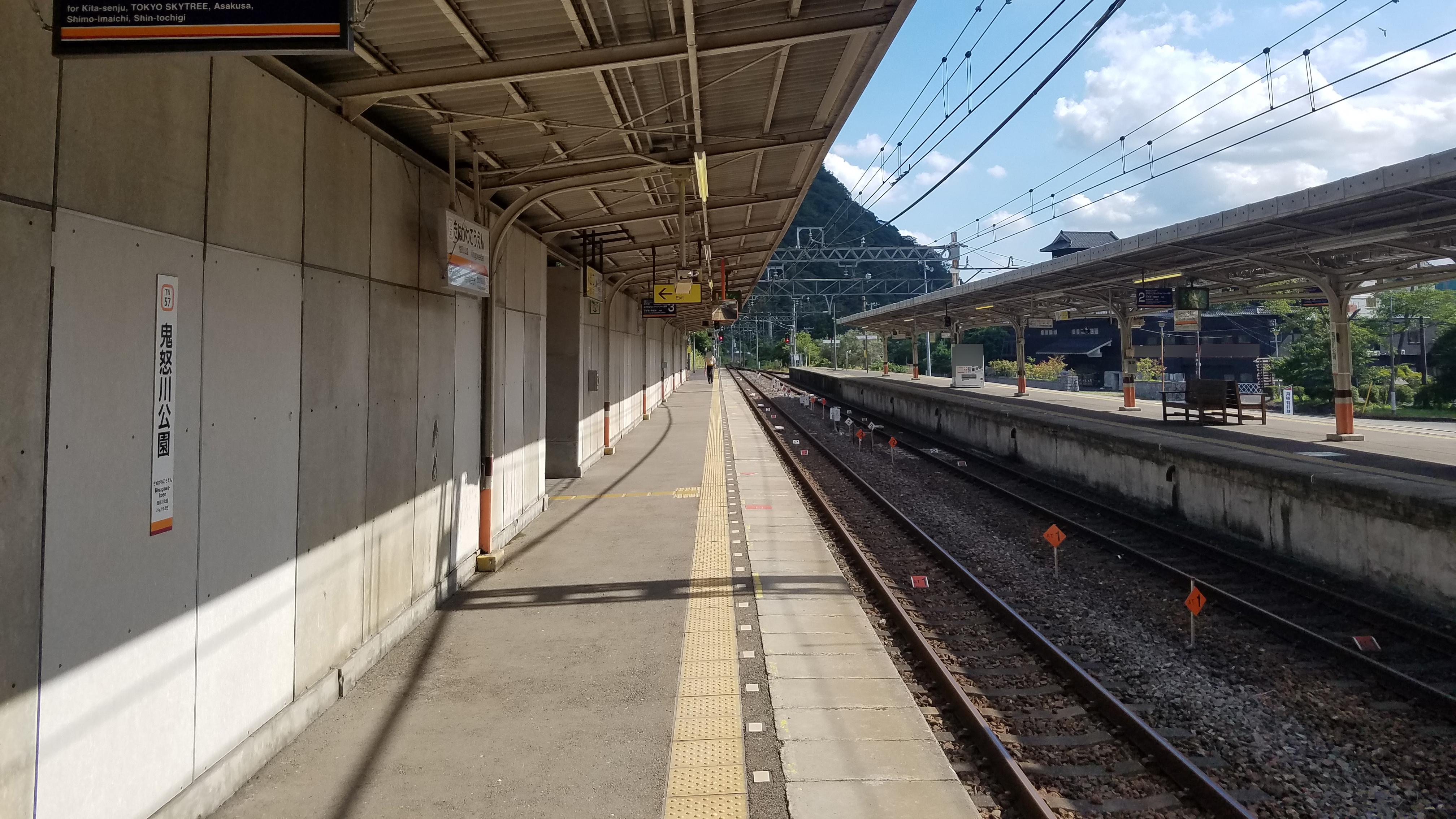
3號月台(2021年8月)

## 歷史
- 1939年（昭和14年） - 開業。
- 1944年（昭和19年）10月25日 - 休止。
- 1950年（昭和25年）9月1日 - 恢復營運。
- 1961年（昭和36年）12月1日 - 再次休止。
- 1962年（昭和37年）12月10日 - 再恢復營運。
- 2006年（平成18年）頃 - 站舍改建。
- 2012年（平成24年）3月17日 - 引入TN 56的車站編號。
- 2017年（平成29年）
  - 4月20日 - 此日廢除以此站為終點的「鬼怒」。取代的是此站到發的普通列車1班來回設定。
  - 4月21日 - 東武世界廣場站開業前，車站編號先行改為TN 57[1]。
- 2024年（令和6年）
  - 3月15日-不在作爲終點站。

## 車站構造
本站為島式月台1面2線與側式月台1面1線，合計2面3線的地面車站。站房位於軌道西側，與島式月台1號與2號月台直接連結。1號月台為往淺草方向折返專用。與3號月台以跨線天橋聯絡。新藤原側設有1條留置線。

### 月台配置
| 月台 | 路線     | 方向 | 目的地                                                        |
| ---- | -------- | ---- | ------------------------------------------------------------- |
| 1    | 鬼怒川線 | 上行 | 下今市、 東武晴空塔線 春日部、北千住、 東京晴空塔、淺草方向   |
| 2    | 鬼怒川線 | 下行 | 新藤原、■野岩鐵道線 會津高原尾瀨口、 ■會津鐵道線 會津田島方向 |
| 3    | 鬼怒川線 | 上䈩 | 下今市、 東武晴空塔線 春日部、北千住、 東京晴空塔、淺草方向   |

- 上述路線名顯示在旅客導覽上的名稱（「東武晴空塔線」為愛稱）。

## 使用情況
2018年度一日平均上下車人次為264人。有持續減少傾向。2017年4月21日改點以前，此站是東武鐵道特急列車停靠車站當中上下車人次最少的。
近年推移如下表。
| 年度               | 一日平均上下車人次 |
| ------------------ | ------------------ |
| 1998年（平成10年） | 797                |
| 1999年（平成11年） | 767                |
| 2000年（平成12年） | 649                |
| 2001年（平成13年） | 579                |
| 2002年（平成14年） | 544                |
| 2003年（平成15年） | 560                |
| 2004年（平成16年） | 522                |
| 2005年（平成17年） | 493                |
| 2006年（平成18年） | 464                |
| 2007年（平成19年） | 410                |
| 2008年（平成20年） | 404                |
| 2009年（平成21年） | 369                |
| 2010年（平成22年） | 342                |
| 2011年（平成23年） | 315                |
| 2012年（平成24年） | 309                |
| 2013年（平成25年） | 290                |
| 2014年（平成26年） | 295                |
| 2015年（平成27年） | 278                |
| 2016年（平成28年） | 275                |
| 2017年（平成29年） | 267                |
| 2018年（平成30年） | 264                |

## 車站周邊
- 鬼怒川公園 - 園內設有鬼怒川溫泉唯一的共同浴場（日语：共同浴場）「日光市營鬼怒川公園岩風呂」。
- 鬼怒川
- 國道121號（日语：国道121号）
- 鬼怒川溫泉 - 鬼怒川溫泉站－此站間軌道沿溫泉街而行。
- 藤原瀧郵局
- 鬼怒川溫泉索道（日语：鬼怒川温泉ロープウェイ）

## 路線巴士
| 乘車處   | 系統                           | 主要行經地                     | 目的地       | 運行業者     | 備註 |
| -------- | ------------------------------ | ------------------------------ | ------------ | ------------ | ---- |
|          | 鬼怒川溫泉女夫淵線             | 新藤原站、川治溫泉站、川俣溫泉 | 女夫淵       | 日光市營巴士 |      |
| 湯西川線 | 藤原、川治溫泉站、湯西川溫泉站 | 湯西川溫泉                     | 日光交通     |              |      |
| 仲町線   | 仲町                           | 鬼怒川溫泉站                   | 日光交通     |              |      |
|          | 鬼怒川溫泉女夫淵線             | 藤原支所前                     | 鬼怒川溫泉站 | 日光市營巴士 |      |
| 湯西川線 | 藤原支所前                     | 鬼怒川溫泉站                   | 日光交通     |              |      |

※ 新高德站、JR今市站、下今市站方向（日光交通 鬼怒川線）從2019年10月1日起需在鬼怒川溫泉站轉乘。

## 圖片

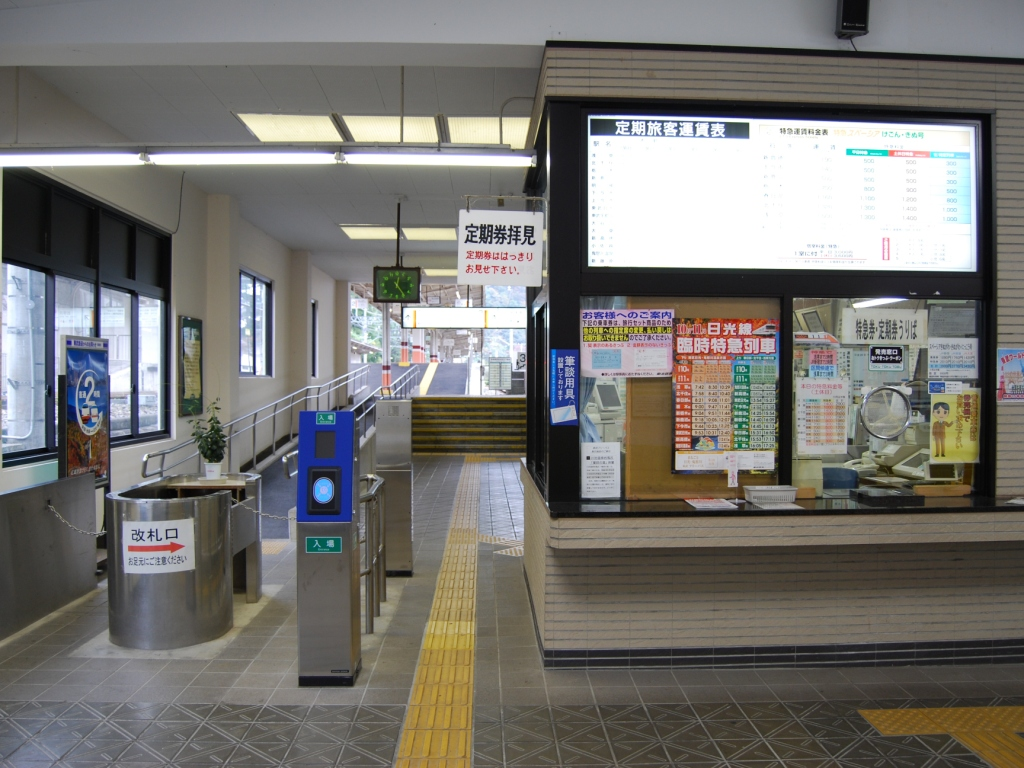
閘口與特急券、定期券售票窗口（2008年10月）
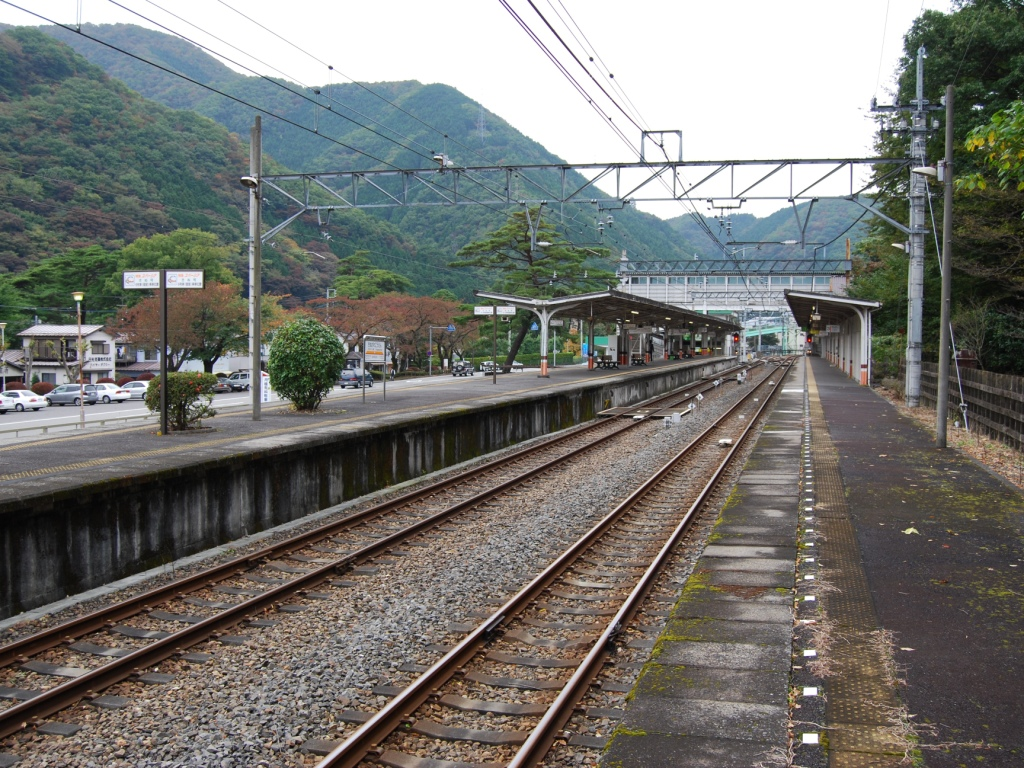
鬼怒川溫泉方望見的月台全景（2008年10月）
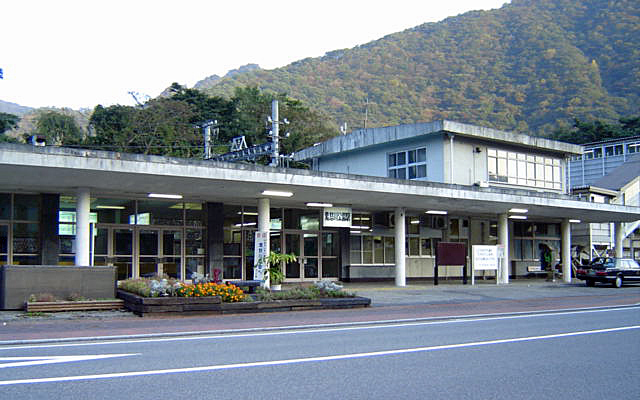
改建前的站舍（2004年10月）

## 相鄰車站
東武鐵道
 鬼怒川線
- ■特急「鬼怒」、■特急「自由鬼怒」「自由會津」停靠站（下行只限「自由會津」運行）

□快速「會津山特快」、■區間急行、■普通
鬼怒川溫泉（TN 56）－鬼怒川公園（TN 57）－新藤原（TN 58）

## 外部連結
- 鬼怒川公園（車站資訊） - 東武鐵道